# Ај Кармела (песма)
Ај Кармела је била једна од најпопуларнијих песама Републиканаца током Шпанског грађанског рата. Постојале су две верзије ове песме: Војска Ебро и Живела петнаеста бригада.

## Текст
| El Ejército del Ebro, rumba la rumba la rumba la. El Ejército del Ebro, rumba la rumba la rumba la Una noche el río pasó, ¡Ay Carmela! ¡Ay Carmela! Una noche el río pasó, ¡Ay Carmela! ¡Ay Carmela! Y a las tropas invasoras, rumba la rumba la rumba la. Y a las tropas invasoras, rumba la rumba la rumba la Buena paliza les dio, ¡Ay Carmela! ¡Ay Carmela! Buena paliza les dio, ¡Ay Carmela! ¡Ay Carmela! El furor de los traidores, rumba la rumba la rumba la. El furor de los traidores, rumba la rumba la rumba la Lo descarga su aviación, ¡Ay Carmela! ¡Ay Carmela! Lo descarga su aviación, ¡Ay Carmela! ¡Ay Carmela! Pero nada pueden bombas, rumba la rumba la rumba la. Pero nada pueden bombas, rumba la rumba la rumba la Donde sobra corazón, ¡Ay Carmela! ¡Ay Carmela! Donde sobra corazón, ¡Ay Carmela! ¡Ay Carmela! Contraataques muy rabiosos, rumba la rumba la rumba la. Contraataques muy rabiosos, rumba la rumba la rumba la Deberemos resistir, ¡Ay Carmela! ¡Ay Carmela! Deberemos resistir, ¡Ay Carmela! ¡Ay Carmela! Pero igual que combatimos, rumba la rumba la rumba la. Pero igual que combatimos, rumba la rumba la rumba la Prometemos resistir, ¡Ay Carmela! ¡Ay Carmela! Prometemos resistir, ¡Ay Carmela! ¡Ay Carmela! | Војска Ебро, Румба ла румба ла румба ла! Војска Ебро, Румба ла румба ла румба ла! Једне ноћи је прешла (реку), ај Кармела, Кармела! Једне ноћи је прешла (реку), Ај Кармела, Кармела! И нападне снаге, Румба ла румба ла румба ла! И нападне снаге, Румба ла румба ла румба ла! Задали смо им добар ударац, Ај Кармела, Кармела! Задали смо им добар ударац, Ај Кармела, Кармела! Јар издајника, Румба ла румба ла румба ла! Јар издајника, Румба ла румба ла румба ла! У томе је што њихови авиони испуштају! Ај Кармела, Кармела! У томе је што њихови авиони испуштају! Ај Кармела, Кармела! Али њихове бомбе не могу ништа учинити, Румба ла румба ла румба ла! Али њихове бомбе не могу ништа учинити, Румба ла румба ла румба ла! Где још увек има срца! Ај Кармела, Кармела! Где још увек има срца! Ај Кармела, Кармела! [Њихови] контранапади су жестоки, Румба ла румба ла румба ла! [Њихови] контранапади су жестоки, Румба ла румба ла румба ла! Зато им се морамо одупрети! Ај Кармела, Кармела! Зато им се морамо одупрети! Ај Кармела, Кармела! Чак и док се боримо, Румба ла румба ла румба ла! Чак и док се боримо, Румба ла румба ла румба ла! Обећавамо да ћемо се одупрети! Ај Кармела, Кармела! Обећавамо да ћемо се одупрети! Ај Кармела, Кармела! |  |

| Viva la Quince Brigada, rumba la rumba la rumba la. Viva la Quince Brigada, rumba la rumba la rumba la que nos cubrirá de gloria ¡Ay Carmela! ¡Ay Carmela! que nos cubrirá de gloria, ¡Ay Carmela! ¡Ay Carmela! Luchamos contra los moros, rumba la rumba la rumba la. Luchamos contra los moros, rumba la rumba la rumba la mercenarios y fascistas, ¡Ay Carmela! ¡Ay Carmela! mercenarios y fascistas, ¡Ay Carmela! ¡Ay Carmela! Solo es nuestro deseo, rumba la rumba la rumba la. Solo es nuestro deseo, rumba la rumba la rumba la acabar con el fascismo, ¡Ay Carmela! ¡Ay Carmela! acabar con el fascismo, ¡Ay Carmela! ¡Ay Carmela! En los frentes de Jarama, rumba la rumba la rumba la. En los frentes de Jarama, rumba la rumba la rumba la no tenemos ni aviones, ni tanques ni cañones, ¡Ay Carmela! no tenemos ni aviones, ni tanques ni cañones, ¡Ay Carmela! Ya salimos de España, rumba la rumba la rumba la. Ya salimos de España, rumba la rumba la rumba la a luchar en otros frentes, ¡Ay Carmela! ¡Ay Carmela! a luchar en otros frentes, ¡Ay Carmela! ¡Ay Carmela! | Дуго живи Петнаестна бригада, Румба ла румба ла румба ла. Дуго живи Петнаестна бригада, румба ла румба ла румба ла која ће нас покрити славом Ај Кармела! Ај Кармела! која ће нас покрити славом, Ај Кармела! Ај Кармела! Боримо се против Мавара, румба ла румба ла румба ла Боримо се против Мавара, румба ла румба ла румба ла плаћеника и фашиста, Ај Кармела! Ај Кармела, плаћеника и фашиста, Ај Кармела! Ај Кармела! Наша једина жеља, румба ла румба ла румба ла Наша једина жеља, румба ла румба ла румба ла је да окончамо фашизам, Ај Кармела! Ај Кармела, је да окончамо фашизам, Ај Кармела! Ај Кармела! На фронтовима Јараме, румба ла румба ла румба ла На фронтовима Јараме, румба ла румба ла румба ла немамо авионе, тенкове или топове, Ај Кармела! немамо авионе, тенкове или топове, Ај Кармела! Сад напуштамо Шпанију, румба ла румба ла румба ла Сад напуштамо Шпанију, румба ла румба ла румба ла да се боримо на другим фронтовима, Ај Кармела! Ај Кармела, да се боримо на другим фронтовима, Ај Кармела! Ај Кармела! |  |

## У популарној култури региона Балкана
Дарко Рундек је на албуму У широком свијету направио обраду ове песме. Група „Barcelona Gipsy balKan Orchestra“ је такође обрадила ову песму тако што је спојила са ромском песмом Опа цупа, па направила песму Од Ебра до Дунава.